# Rhamnus psilocarpa
Rhamnus psilocarpa là một loài thực vật có hoa trong họ Táo. Loài này được Maguire & Steyerm. miêu tả khoa học đầu tiên năm 1989.